# Palaeorhiza odyneroides
Palaeorhiza odyneroides är en biart som beskrevs av Hirashima 1988. Palaeorhiza odyneroides ingår i släktet Palaeorhiza och familjen korttungebin. Inga underarter finns listade i Catalogue of Life.